# Simon Coveney
Simon Coveney, irl. Siomoin Ó Cómhanaigh (ur. 16 czerwca 1972 w Corku) – irlandzki polityk, parlamentarzysta krajowy, poseł do Parlamentu Europejskiego VI kadencji, minister w różnych resortach, w latach 2017–2020 tánaiste.

## Życiorys
Absolwent nauk rolniczych i gospodarki przestrzennej. Studiował również na University College Cork. W 1998 po raz pierwszy wybrany do Dáil Éireann. Mandat ten uzyskał w wyborach uzupełniających przeprowadzonych po śmierci jego ojca Hugh Coveneya, z powodzeniem ubiegał się o reelekcję w 2002. W 2004 z listy Fine Gael został posłem do Parlamentu Europejskiego. Zasiadał w grupie Europejskiej Partii Ludowej i Europejskich Demokratów, pracował m.in. w Komisji Spraw Zagranicznych.
W 2007 ponownie wybrany do niższej izby krajowego parlamentu, odchodząc w konsekwencji z PE w związku z zakazem łączenia mandatów. Reelekcję do Dáil Éireann uzyskiwał w wyborach w 2011, 2016 i 2020.
W marcu 2011 objął urząd ministra rolnictwa, gospodarki morskiej i żywności w rządzie Endy Kenny’ego. W lipcu 2014 dodatkowo powierzono mu stanowisko ministra obrony w tym samym gabinecie. W maju 2016 w drugim gabinecie Endy Kenny’ego został ministrem mieszkalnictwa i planowania.
W czerwcu 2017 ubiegał się o przywództwo w Fine Gael. Zwyciężył w głosowaniu wśród członków partii, jednak przegrał z Leo Varadkarem w kolegium elektorskim. Nowy lider FG powierzył mu w tym samym miesiącu funkcję swojego zastępcy, a następnie w nowo powołanym rządzie stanowisko ministra spraw zagranicznych i handlu. W listopadzie 2017, po rezygnacji złożonej przez Frances Fitzgerald, objął dodatkowo urząd wicepremiera.
W czerwcu 2020 Simon Coveney został ministrem spraw zagranicznych oraz ministrem obrony w gabinecie Micheála Martina. W grudniu 2022, gdy na czele rządu zgodnie z porozumieniem koalicyjnym stanął Leo Varadkar, przeszedł na funkcję ministra przedsiębiorczości, handlu i zatrudnienia. W kwietniu 2024 na funkcji zastępcy lidera FG zastąpiła go Heather Humphreys. W tym samym miesiącu zakończył pełnienie funkcji rządowej.

## Odznaczenia
- Oficer Legii Honorowej (Francja, 2025)[12]